# Джалгаон
Джалга́он, Джалгао́н (англ. Jalgaon) — город на севере индийского штата Махараштра. Административный центр округа Джалгаон. Средняя высота над уровнем моря — 209 метров. По данным всеиндийской переписи 2001 года, в городе проживало 368 579 человек, из которых мужчины составляли 52 %, женщины — соответственно 48 %. Уровень грамотности взрослого населения составлял 76 % (при общеиндийском показателе 59,5 %). 13 % населения было моложе 6 лет.